# Weserhochwasser 1946

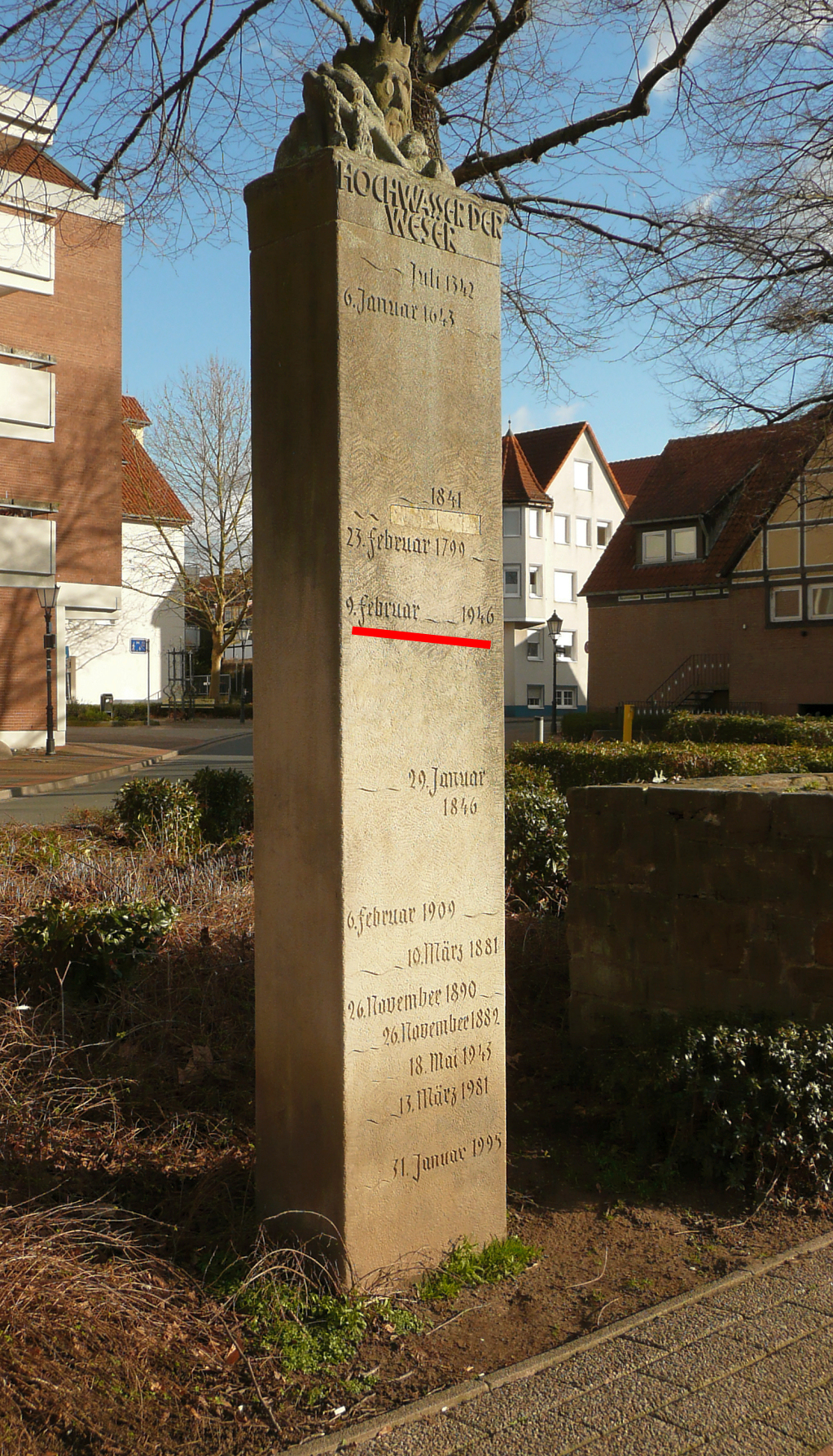
Hochwasser-Gedenkstein an der Weser in Hameln, Wasserstand von 1946 auf dem Foto rot markiert

Das Weserhochwasser 1946 war ein Jahrhunderthochwasser, das Teile der heutigen Bundesländer Niedersachsen, Nordrhein-Westfalen, Hessen und Thüringen betraf. Es begann am 2. Februar 1946 am Zusammenfluss von Werra und Fulda zur Weser in Hann. Münden und hatte seinen Höhepunkt am 10. Februar 1946. Verursacht war es durch tagelange Regenfälle, die auf einen zum Teil noch gefrorenen und wassergesättigten Boden trafen. In der Folge traten die Weser und eine Reihe von Nebenflüssen über die Ufer, was zu Überschwemmungen führte.

## Wetterlage
Im Januar 1946 stand Mitteleuropa bei frostigen Temperaturen unter Hochdruckeinfluss. Nach einer langsamen Erwärmung zum Monatsende hin setzte am 28. Januar Tauwetter ein. Gleichzeitig fiel bei niedrigem Luftdruck und milden Temperaturen ergiebiger Regen an der Nordgrenze subtropischer Warmluft. Außergewöhnlich viel Niederschlag wurde zwischen dem 4. und 10. Februar 1946 verzeichnet. Die stärksten Niederschläge gab es im Bergland mit stellenweise über 100 l/m². Anfang Februar 1946 wurde innerhalb von sieben Tagen der durchschnittliche Niederschlag des Monats um das Zwei- bis Dreifache übertroffen.
Die auftauenden Böden waren wassergesättigt und konnten kaum Niederschlag aufnehmen. So wurden die Niederschläge schnell abflusswirksam und gelangten in die Gewässer. Im Gegensatz zu anderen Winterhochwassern der Weser war das von 1946 kein durch Schneeschmelze verursachtes Hochwasser, sondern ein Regenhochwasser.

## Betroffene Gebiete
Von Überschwemmungen betroffen waren die Ober- und Mittelweser sowie Gebiete mit Zu- und Nebenflüssen der Weser, wie Fulda, Eder, Schwalm, Diemel, Emmer, Werre, Aller, Oker, Leine und Innerste. Im Rahmen des zeitgleichen Emshochwassers gab es auch Überschwemmungen im Gebiet der Ems und der Vechte. An etwa 100 Deichen kam es im Einzugsbereich der Weser zu Beschädigungen sowie Brüchen und es gab Überströmungen, insbesondere an der Mittelweser und an Aller, Diemel, Werre, Leine und Innerste. Eine Vielzahl von Orten wurde überschwemmt. An der Weser waren die Orte Bodenwerder, Hann. Münden, Hameln, Hoya, Karlshafen, Minden und Rinteln besonders betroffen. Zu starken Schäden kam es in Hannover, nachdem  die Ihme und die Leine  über die Ufer getreten waren. In der Stadt gab es drei Todesopfer.

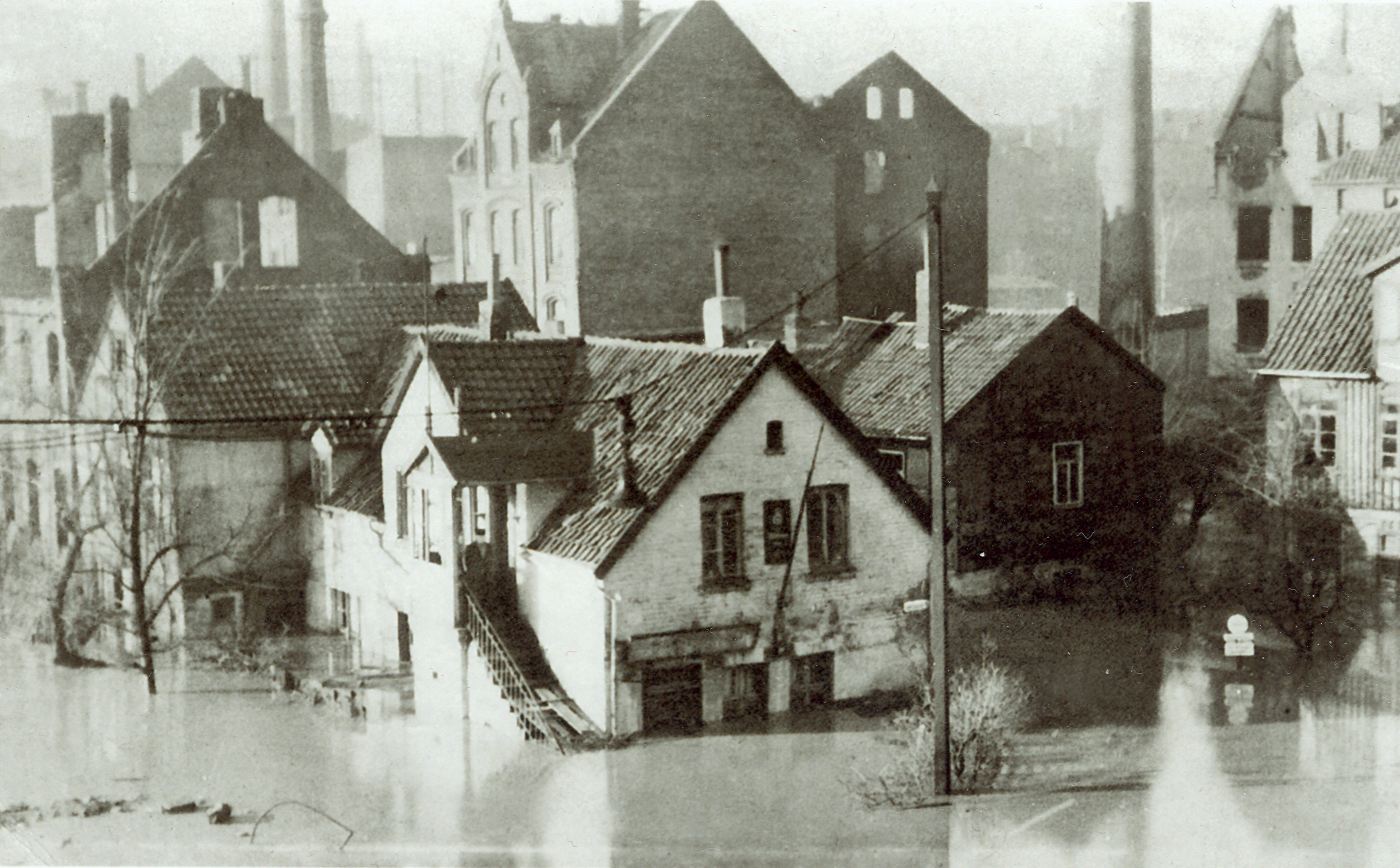
Überflutung durch die Leine im kriegszerstörten Hannover
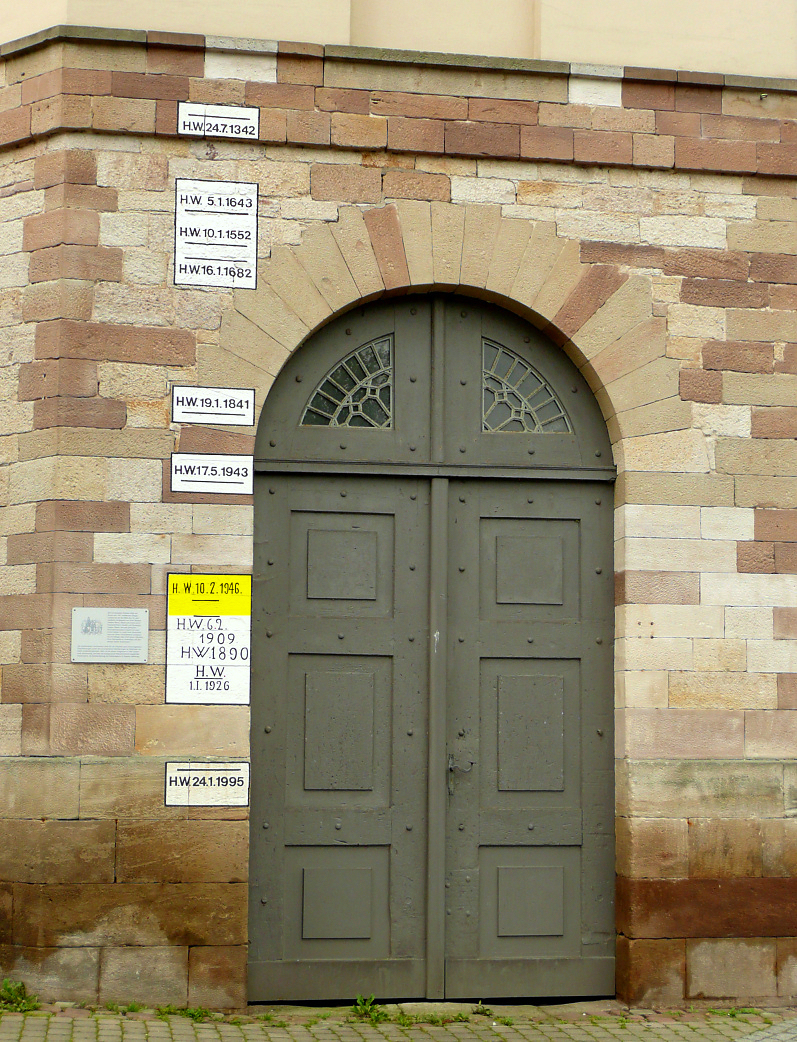
Hochwassermarken nahe der Weser am Packhof in Hann. Münden, Wasserstand von 1946 auf dem Foto gelb koloriert
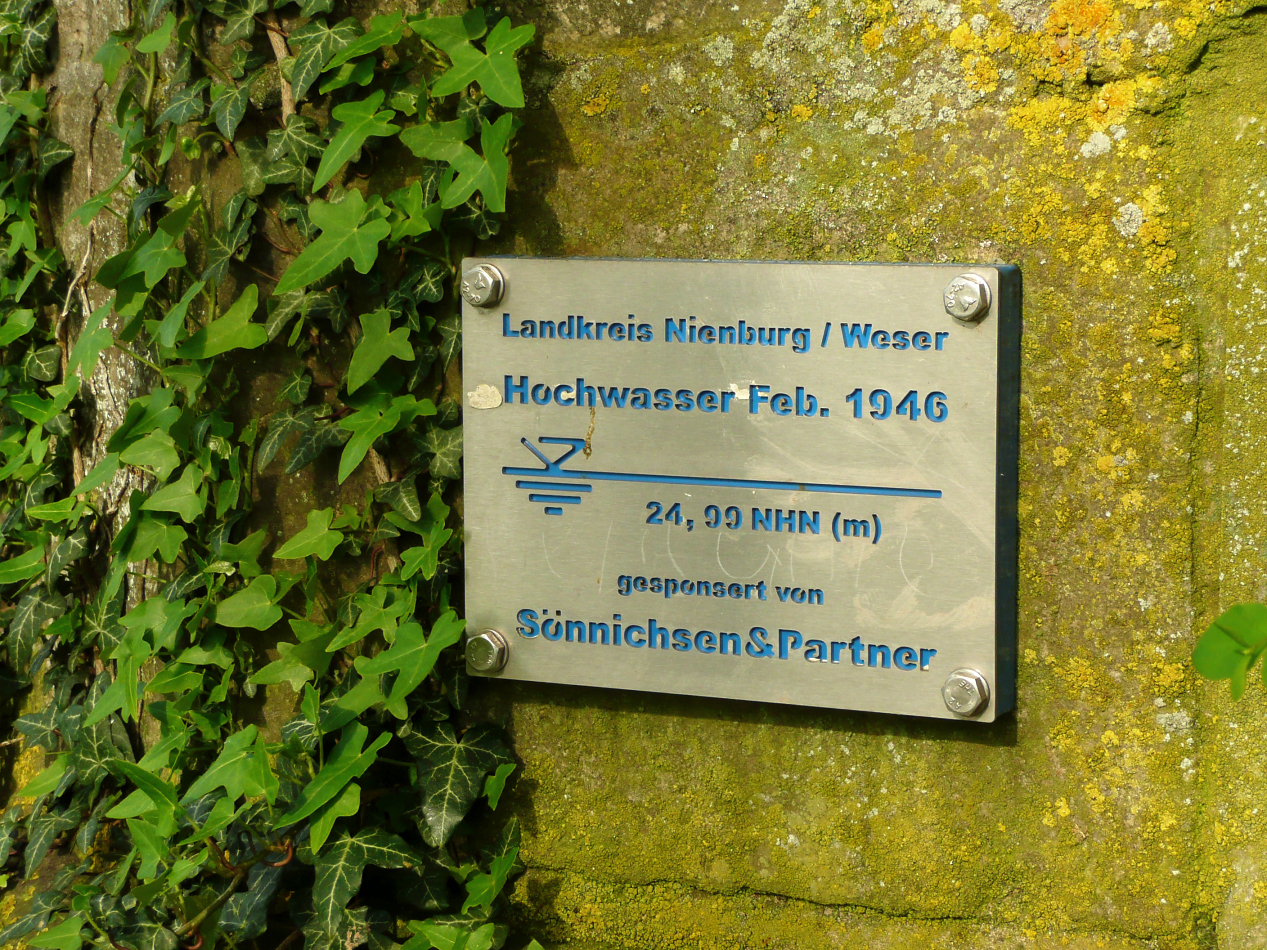
Hochwassermarke in Nienburg/Weser
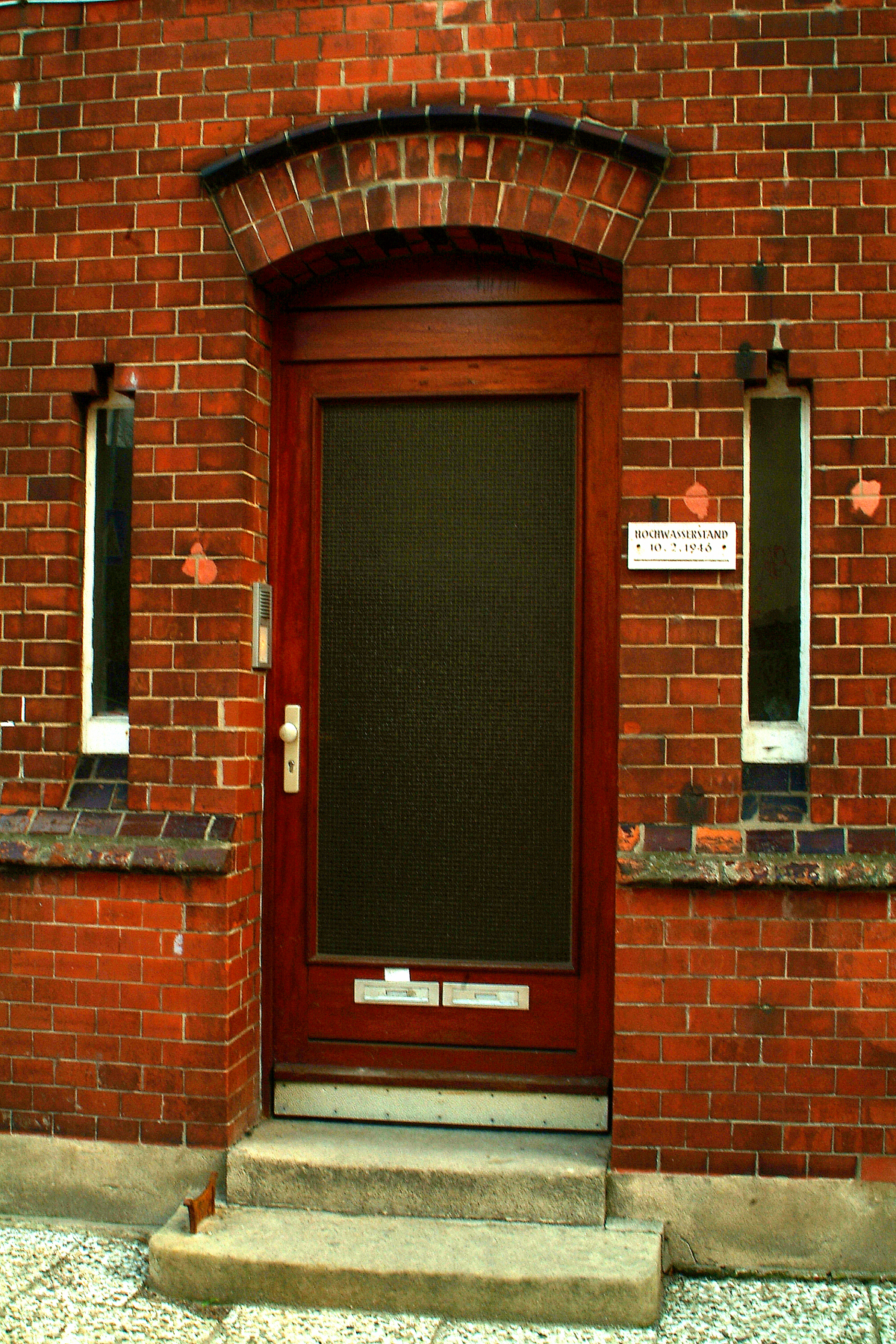
Hochwassermarke (weiß) in Hannover-Ricklingen

## Auswirkungen

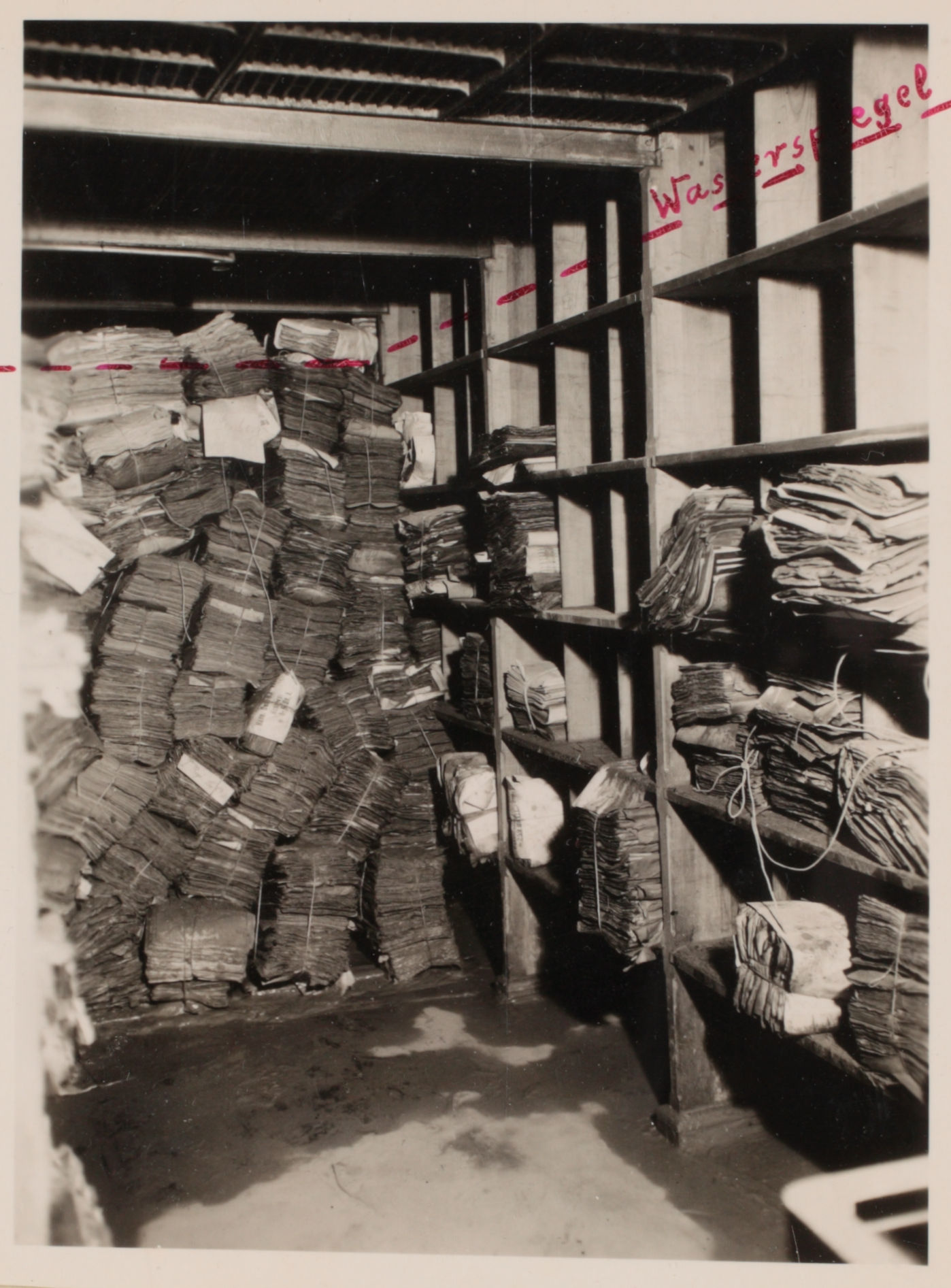
Durchnässtes Aktenmaterial im Hauptstaatsarchiv Hannover (ursprünglicher Wasserstand rot markiert)

Die Bevölkerung im hochwasserbetroffenen Gebiet hatte im Februar 1946 einen Winter mit strengem Frost hinter sich. Eine Hochwasserwarnung erging nicht, da der Wetterdienst von den Alliierten aufgelöst worden war. Er wurde bis zum Ende des Zweiten Weltkriegs 1945 vom Reichswetterdienst bzw. der Luftwaffe betrieben. Das Hochwasser traf die Bevölkerung in den überschwemmten Bereichen hart, denn das Kriegsende mit dem Zusammenbruch von Wirtschaft und Versorgung lag erst neun Monate zurück. Das Wasser vernichtete unter anderem in den Kellern lagernde Lebensmittel- und Brennstoffvorräte, die im ersten Winter der Nachkriegszeit knapp waren. Vereinzelt kamen Menschen durch die Überschwemmungen ums Leben.
Es wurden Brücken, Wehre und andere Flussbauwerke beschädigt. Dadurch war der Straßen- und Schienenverkehr beeinträchtigt oder unterbrochen. Ebenso waren der Fernsprechverkehr und die Stromversorgung betroffen. Im landwirtschaftlichen Bereich entstanden Schäden durch Bodenabtrag, Vernichtung von Einsaaten, Viehverluste sowie durch die Beschädigung von Bauten.
In den Städten gab es durch die Luftangriffe während des Krieges erhebliche Zerstörungen, wie in Hannover. Dort fiel mit dem Höhepunkt der Flut am 10. Februar 1946 bis zum Monatsende der Strom aus, weil über 50 Trafostationen überflutet waren. In der Stadt gab es auch Wasserschäden an kulturellen Gütern, wie an Archivgut im Hauptstaatsarchiv Hannover und im Neuen Rathaus.

## Analyse und historische Einordnung
1948 veröffentlichte das Niedersächsische Ministerium für Ernährung, Landwirtschaft und Forsten einen umfassenden Bericht über das Hochwasser im Wesergebiet. Grundlage waren Berichte von Wasserwirtschaftsämtern im Einzugsgebiet der Weser, die der Oberpräsident der Provinz Hannover noch während des Hochwassers mit Erlass vom 11. März 1946 angefordert hatte. Der Bericht stellt die wetterbedingten Ursachen, den Verlauf, die Folgen sowie die Bekämpfung dar. Demnach war das Hochwasser nicht vorhersehbar gewesen, da im Gegensatz zur Vorkriegszeit kein Wettervorhersagedienst bestand. Zudem funktionierte der Hochwasserwarndienst nur unzureichend, da das Nachrichtenwesen (Telefon, Telegramm) kriegs- und hochwasserbedingt gestört war. Durch ihr Stauvolumen sorgten die Talsperren im Harz und die im Krieg teilweise zerstörte Edertalsperre für eine Entlastung der Wasserläufe. Ohne die Edertalsperre wäre der Wasserstand auf der Weser einen halben Meter höher gewesen. Um die Gefahr künftiger Hochwässer zu mindern, nennt der Bericht 20 Maßnahmen des Hochwasserschutzes, wie Deichverstärkung und - erhöhung, Anlage von weiteren Talsperren und Hochwasserrückhaltebecken sowie Ausbau des Wettermelde- und Wettervorhersagedienstes. Zudem fordert der Bericht die Schaffung einer Zentralstelle wie die bis 1945 bestehende Preußische Landesanstalt für Gewässerkunde, was 1949 mit der Gründung der Bundesanstalt für Gewässerkunde realisiert wurde.
Im Bereich der Oberweser wurde am 10. Februar 1946 die höchste bisher gemessene Flut mit einem Pegelstand 7,47 m in Höxter verzeichnet. Seither treffen sich anlässlich des Jahrestages des Hochwassers regelmäßig Vertreter von Weseranrainer-Städten zum Thema Hochwasserschutz. 2018 hatte die Veranstaltung mit 40 Experten bereits ein dutzendmal stattgefunden.
Im Jahr 2005 bewertete der Niedersächsische Landesbetrieb für Wasserwirtschaft, Küsten- und Naturschutz (NLWKN) das Hochwasser folgendermaßen: „In den letzten 100 Jahren war das Hochwasser von 1946 das Einzige, was in die Kategorie »extreme Überschwemmungen« einzuordnen war.“
Die Bundesanstalt für Gewässerkunde bewertet mit Stand von 2023 das Februarhochwasser 1946 als eines der Extremereignisse der Weser und ihrer Nebenflüsse Werra, Fulda und Aller seit 1855.